# Nasir bin Murshid
Nasir bin Murshid (arabe : ناصر بن مرشد) (mort le 14 avril 1649) est le fondateur de la dynastie Yarubide des imams d’Oman et un membre de la secte ibadite. Il règne de 1624 à 1649. Il prend le pouvoir pendant une période chaotique, marquée par l’effondrement de l'ancienne dynastie et l’absence de loi à l'intérieur du pays, tandis que les Portugais contrôlent les principaux ports côtiers. Au cours d'une série de campagnes, il établit son autorité sur les tribus omanaises.

## Contexte historique
Au début du XVIIe siècle, la dynastie régnante des Nabhani d'Oman s'était affaiblie et ne contrôlait plus que la moitié du royaume. L’intérieur du pays était divisé en plusieurs petits États et régions tribales. Les tribus ibadites, originaires du Yémen, formaient autrefois la grande majorité, mais avec le temps, les tribus sunnites Nizar étaient devenues aussi puissantes, en partie grâce à l’immigration.
Deux frères Nabhani se disputaient le pouvoir : Makhzoom bin Fellah bin Mohsin à Yanqul et Nebhan bin Fellah. Vers 1615, Makhzoom meurt, et son cousin Omair bin Himyar entre en lice, battant Nebhan bin Fellah à Yanqul en 1617.
Omair bin Himyar meurt vers 1624, dernier de sa dynastie, déclenchant une lutte pour la succession. Les principaux candidats sont issus des Yaareba, l'une des tribus les mieux établies et les plus puissantes. Malik bin Abul Arar al-Yaarebi contrôle Rustaq et tente de prendre le pouvoir. Une assemblée de notables est convoquée à Rustaq pour trancher la question, et le cheikh Nasir bin Murshid Al-Yaarebi est élu unanimement imam.

## Luttes internes

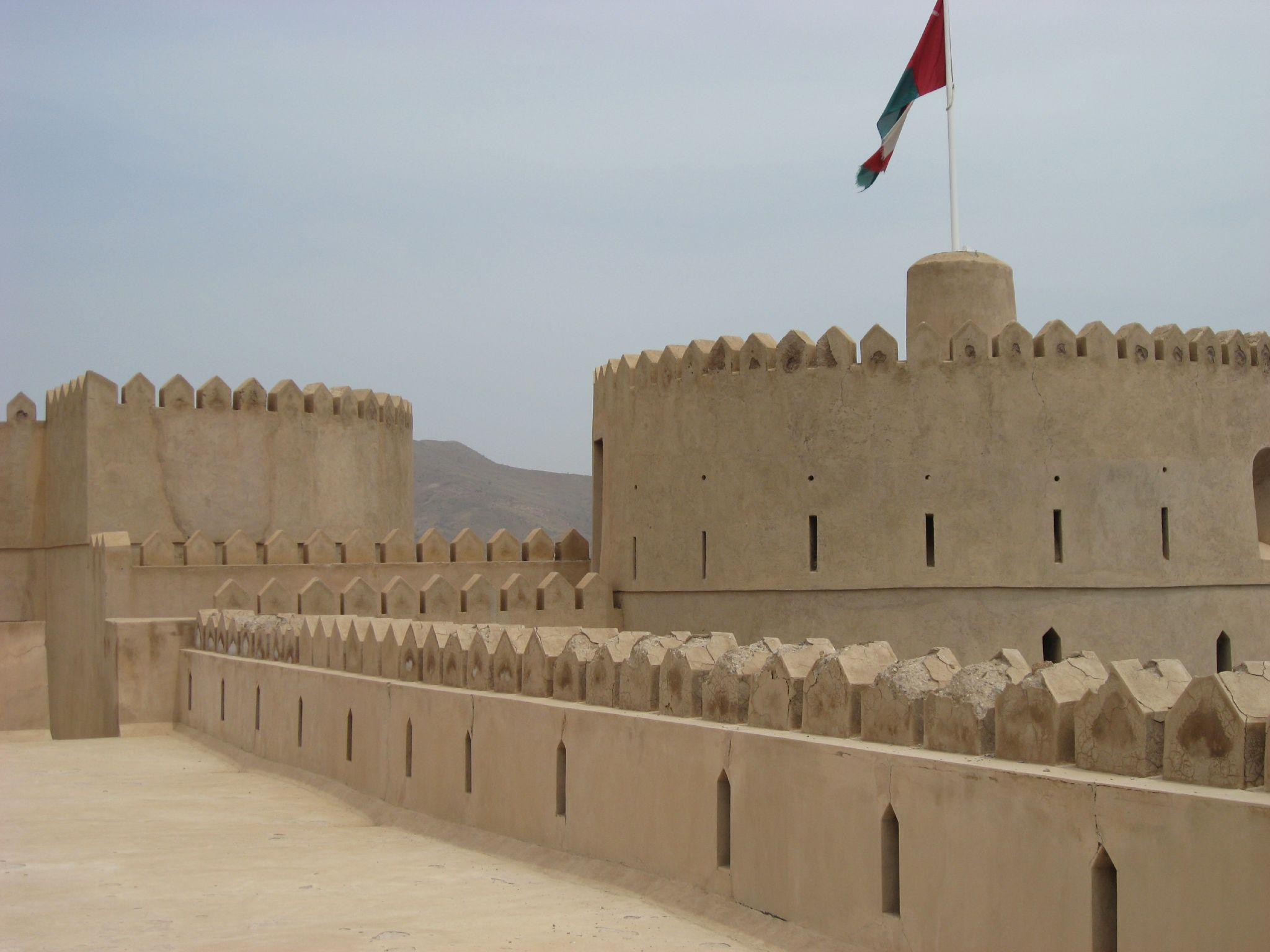
Fort Rustaq

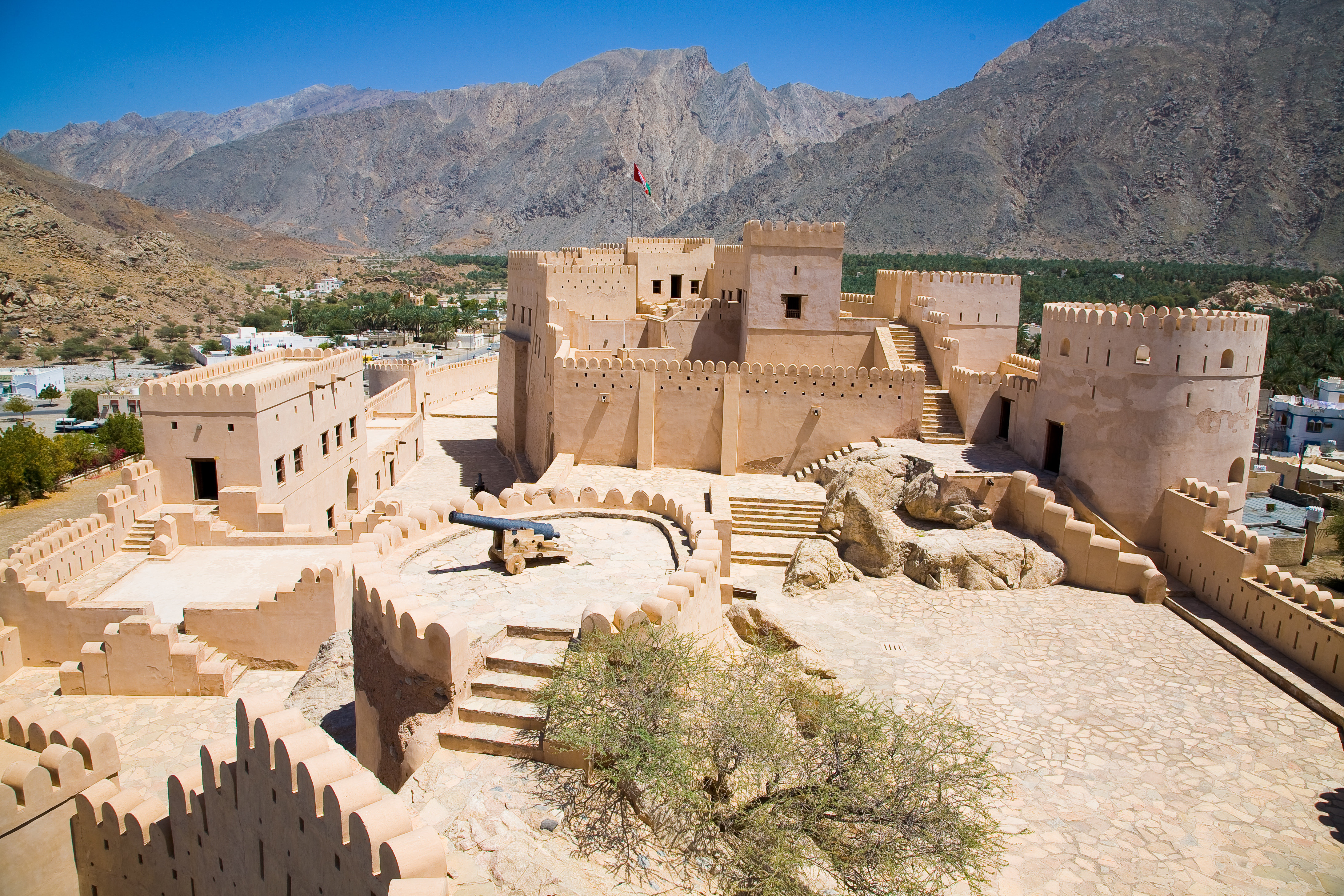
Fort Nakhal

Le nouvel imam n’était pas accepté par tous et faisait face à une menace potentielle des tribus Nizar. Nasir bin Murshid commence immédiatement à affirmer son contrôle sur l’intérieur du pays. Il renforce son armée et prend les principales villes ainsi que les forts de Rustaq et Nakhal. Il s’empare rapidement du fort de Rustaq, qui était détenu par ses cousins depuis la mort de son grand-père Malik bin Abul Arar en 1620. 
En 1625, Nasir rassemble une force qu’il conduit jusqu’à Nakhal, qu'il capture à son grand-oncle Sultan bin Abul Arar. Il est attaqué dans cette position, mais parvient à s'en échapper et retourne à Rustaq, puis prend Izki et Nizwa. Nasir transfère alors la capitale à Nizwa, l'ancienne capitale de l’imamat ibadite.
Nasir poursuit sa campagne victorieuse et se sent finalement assez fort pour attaquer les tribus Nizar, qui contrôlent la région d'Ad Dhahirah. Cette campagne est longue et dure plusieurs années, mais Nasir en sort militairement victorieux, même si les tribus Nizar restent hostiles. Dans les années 1630, Nasir est défié par un groupe de tribus Nizar dirigées par les Beni Hilal sous la direction du cheikh Nasir bin Katan al-Helali.
Les raids des Beni Hilal, visant à capturer des esclaves et du butin, deviennent une menace que l'imam ne parvient pas à contenir. Il finit par être contraint de verser une lourde rançon au cheikh Nasir, ce qui met fin au problème.

## Campagnes contre les Portugais
Nasir réussit à unifier les tribus autour d'un objectif commun : expulser les Portugais, qui avaient pris le contrôle des villes côtières de Sour, Qurayyat, Mascate et Sohar. Vers 1633, Nasir lève une grande armée qu'il envoie dans une tentative infructueuse de reprendre Mascate.
Nasir envoie ensuite une armée contre Julfar (aujourd'hui Ras al-Khaimah). Ce port était défendu par deux forts, l'un occupé par les Perses et l'autre par les Portugais. Les deux forts sont capturés et les Perses expulsés. Les Portugais sont également forcés de quitter Julfar.
En 1633, Nasir envoie une armée contre Sohar, également tenue par les Portugais, mais elle est défaite. Une trêve temporaire est conclue avec les Portugais, mais Nasir parvient ensuite à reprendre Sur et Qurayyat aux Portugais, qui sont désormais gravement affaiblis et démoralisés.
En 1643, il prend le fort de Sohar. En 1646, il signe un accord commercial avec la Grande-Bretagne. En 1648, les combats reprennent contre les Portugais, qui ne tiennent plus que Mascate. Un traité est conclu en octobre 1648, très avantageux pour les Omanais.
Nasir bin Murshid meurt le 14 avril 1649 et est enterré à Nizwa. Il est remplacé par son cousin, Sultan bin Saif, qui ne tardera pas à chasser définitivement les Portugais du pays.